# Estany de les Moles
L'estany de les Moles és un petit estanyol d'inundació temporal que ocupa menys d'1 hectàrea, situat al municipi de
Cantallops, entre els masos de Bell-lloc i del Faig, prop de la Bassa del Mas Faig.
L'estany de les Moles, igual que la propera bassa del Mas Faig, acull comunitats vegetals i espècies molt rares a
Catalunya.Pel que fa a la vegetació, destaca la presència de jonqueres terofítiques d'isòets. Apareixen també jonqueres acidòfiles montanes (Juncion acutiflori).
Pel que fa als hàbitats d'interès comunitari, la bassa es pot identificar amb l'hàbitat d'interès comunitari prioritari 3170*
Basses i tolls temporers mediterranis.
L'estany de les Moles es veu afectat per un ús ramader força intensiu. Els ramats trepitgen a vegades la mateixa
cubeta, eutrofitzant les aigües, erosionant el sòl i degradant les comunitats vegetals, afavorint la seva substitució per
gespes calcigades de menor especificitat ecològica.
Caldria evitar aquest ús dins de la zona humida i instal·lar, si és necessari, algun tipus de tanca protectora, permeable per a la fauna salvatge. L'accés està tallat per una tanca de fil espinós a la pista.
L'estany de les Moles està inclòs dins l'espai de la Xarxa Natura 2000 ES5120009 "Basses de l'Albera".